# شیهو ساکای
شیهو ساکای (به انگلیسی: Shiho Sakai) (زادهٔ ۱ دسامبر ۱۹۹۰) شناگر اهل کشور ژاپن است.